# Conrad Poul Emil Brummerstedt
Conrad Poul Emil Brummerstedt (28. června 1857, Frederiksberg – 30. října 1939, Gentofte) byl dánský inspektor jižního Grónska.

## Život

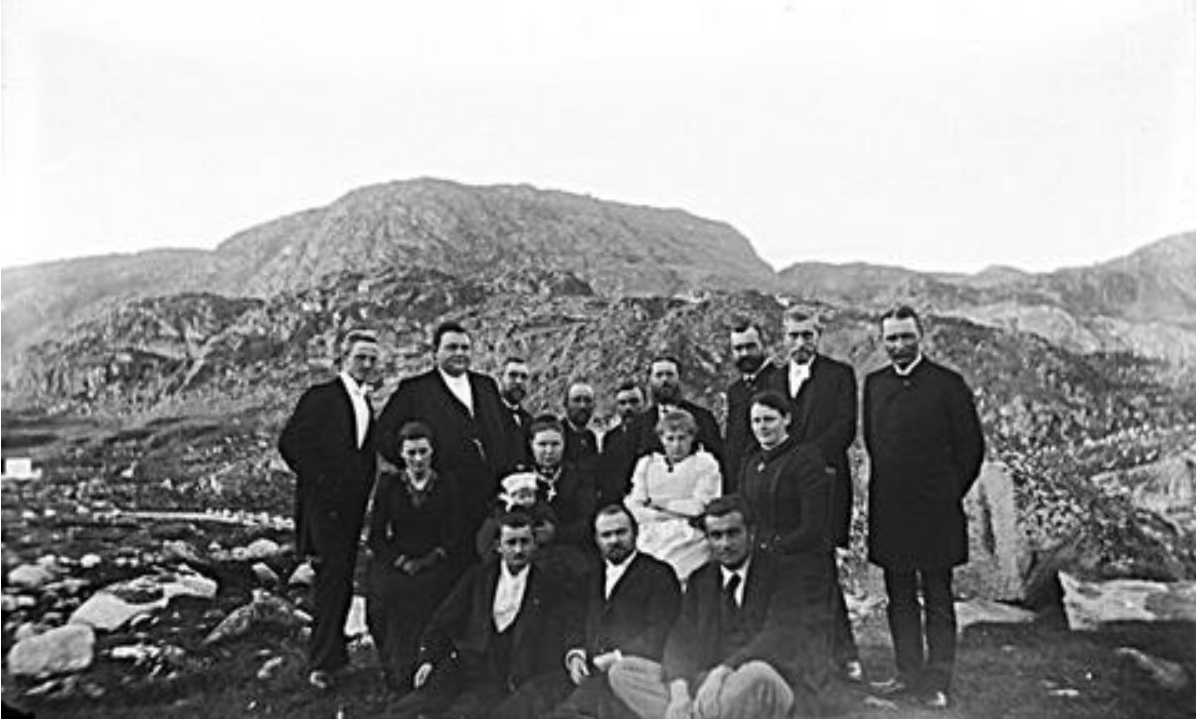
Conrad Poul Emil Brummerstedt (nahoře šestý zleva) a jeho žena (uprostřed druhá zleva) na fotografii s Gustavem Holmem

Conrad Poul Emil Brummerstedt byl synem Erika Conrada Frederika Brummerstedta a jeho manželky Cecilie Christiane Emilie Rosengreen. Brummerstedt přišel do Sisimiutu v roce 1876 jako dobrovolník. V roce 1879 se stal stálým zaměstnancem. V roce 1881 byl jmenován správcem v Nuuku. V roce 1883 se přestěhoval do Qaqortoqu, kde pracoval jako asistent a v následujícím roce se stal opět správcem. V roce 1885 se stal koloniálním správcem v Sisimiutu a v letech 1891 až 1892 byl zastupujícím inspektorem jižního Grónska. Poté se vrátil do Qaqortoqu, kde působil až do roku 1902.

## Rodina
Dne 10. října 1880 mu vdova Marthe Naomi Pernille Kleistová rozená Olsenová (1841–?), která byla o 16 let starší, porodila v Sisimiutu nemanželského syna Jamese Karla Kristiána Johannese Brummerstedta. Nakonec se 28. srpna 1882 v Nuuku oženil s Annou Johanne Kathrine Mathiasen (1865–?), s níž měl tyto děti:
- Jonathan Johannes Conrad Brummerstedt (* 14. července 1883 v Qaqortoqu)
- Emilie Juliane Brummerstedtová (* 2. dubna 1885 v Qaqortoqu), provdaná za šlechtice Axela Viggo Emila von Holstein-Rathlou (1882–1967).
- Hannes Peter Brummerstedt (* 19. června 1887 v Sisimiutu)
- Gerda Inger Brummerstedtová (* 18. května 1900 v Qaqortoqu; † 15. ledna 1993 ve Frederikshavnu), manželka Alfreda Ejnera Larsena (1897–1952).